# Falcon 1
Falcon 1 ([ˈfælkən wʌn], [ˈfɒlkən wʌn]; falcon с англ. — «сокол») — двухступенчатая ракета-носитель лёгкого класса, разработанная компанией SpaceX.
Первая частная ракета-носитель с жидкостными двигателями, которая вывела полезную нагрузку на околоземную орбиту.
Было осуществлено пять запусков данной ракеты, первые три запуска закончились авариями.
Стоимость запуска ракеты-носителя составляла 7,9 млн $.
В связи с низким спросом на носители подобного класса на рынке было принято решение завершить разработку ракеты. В дальнейшем началось использование ракеты-носителя большей грузоподъёмности Falcon 9, с помощью которой планируется запустить спутники по уже подписанным контрактам (Orbcomm-G2, Formosat-5).

## Конструкция

### Первая ступень
Стенки топливных баков для керосина и жидкого кислорода изготовлены из алюминиевого сплава 2219, имеют общую перегородку и являются несущей конструкцией ракеты.
На первой ступени Falcon 1 установлен один двигатель Merlin. В двух первых запусках использовался двигатель Merlin 1A с абляционным охлаждением камеры сгорания и сопла, с тягой на уровне моря около 325 кН и около 370 кН в вакууме, удельным импульсом 245 с на уровне моря и 290 с в вакууме. С третьего запуска был использован более мощный двигатель Merlin 1C c регенеративным охлаждением, с тягой на уровне моря около 350 кН и около 395 кН в вакууме, удельным импульсом 256 с на уровне моря и 302,5 с в вакууме. Время работы первой ступени — 169 секунд.
В верхней части ступени расположена парашютная система из тормозного и основного парашютов, изготовленная компанией Irvin Aerospace. Планировалось, что первая ступень после расстыковки будет приводняться в океан с помощью парашюта, для последующих исследований на предмет повторного использования, но успешного возвращения ступени так ни разу и не состоялось.
Расстыковка ступеней производилась с помощью пироболтов и пневматических толкателей.

### Вторая ступень

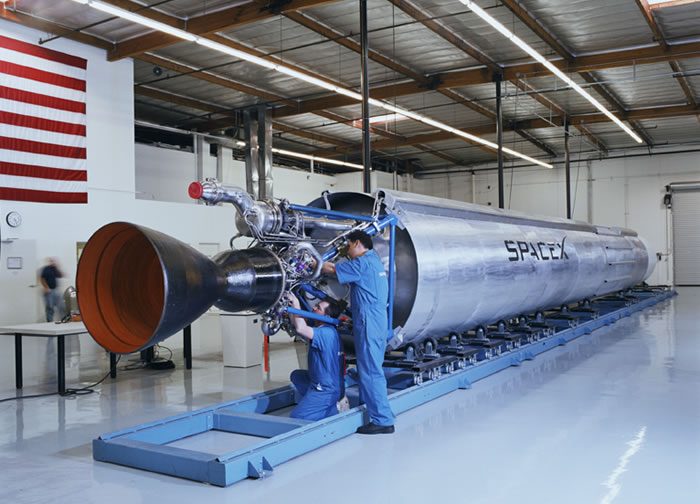
Falcon 1 в цехе

Во время первых двух запусков использовала ступень с топливными баками из алюминиевого сплава 2219, начиная с третьего запуска баков стали изготавливать из более стойкого к криогенному воздействию алюминиевого сплава 2014.
Ступень оснащена одним двигателем Kestrel с тягой в вакууме 31 кН и удельным импульсом 317 с. Система подачи топлива - вытеснительная. Двигатель может быть запущен многократно. Для запуска двигателя используют самовоспламеняющуюся смесь триэтилалюминия и триэтилборана (TEA-TEB).

### Обтекатель
Для запусков использовался алюминиевый обтекатель высотой 3,5 м и диаметром 1,5 м.

## Стартовая площадка
Все запуски ракеты-носителя Falcon 1 состоялись со стартовой площадки SpaceX находящейся на испытательном полигоне имени Рейгана вооруженных сил США, остров Омелек, находящегося на атолле Кваджалейн в Центральной части Тихого океана.
Также планировались запуски со стартовой площадки SLC-3W на базе Ванденберг.

## Запуски

### Первый запуск
Дебютный пуск Falcon 1 с экспериментальной нагрузкой TacSat-1 в интересах Научно-исследовательской лаборатории ВМС США было запланировано провести с площадки 3W. Однако, поскольку траектория ракеты пролегала над стартовой площадкой 4E, ВВС США выступили против пуска Falcon 1 с 3W; старты с 3W были разрешены только в октябре 2005 года, когда с 4E последний раз стартовала ракета Titan IV. В результате Falcon 1 ни разу не стартовал с 3W и так и не запустил TacSat-1..
Первый запуск Falcon 1 со студенческим спутником FalconSAT-2 для Академии ВВС США состоялся 24 марта 2006 года в 22:30 UTC с острова Омелек. Закончился неудачей на этапе работы первой ступени: практически сразу после старта в области двигателя начался пожар, вызванный течью керосина из-за коррозии накидной гайки датчика давления топлива, пожар вызвал потерю давления двигателя и тот отключился на 34 секунде полёта. Ракета упала в воду недалеко от места запуска.
После расследования причин аварии все подобные алюминиевые гайки были заменены на аналогичные из нержавеющей стали.

### Второй запуск
Второй раз Falcon 1 был запущен 21 марта 2007 года в 01:10 UTC. Полёт носителя закончился неудачей на этапе работы второй ступени — из-за нерасчётных условий при разделении ступеней вторая ступень вошла в режим автоколебаний, которые достигли такой степени, что топливо перестало поступать в двигатель. На 474 секунде полёта двигатель второй ступени отключился. Вторая ступень достигла пиковой высоты 289 км и максимальной скорости 5,1 км/с, была впервые успешно продемонстрирована большая часть наземных и полётных операций.
Попытка возврата первой ступени завершилась неудачно. GPS-локатор на первой ступени вышел из строя при предстартовом отсчёте, по данным телеметрии ступень приводнилась очень далеко от расчётной точки, вследствие чего спасательная команда не смогла найти ступень.

### Третий запуск
Третий запуск Falcon 1 состоялся 3 августа 2008 года в 03:35 UTC. Ракета несла военный американский спутник Trailblazer, два микроспутника NASA и груз праха для захоронения в космосе.
На этапе первой ступени полёт проходил нормально. При расстыковке ступеней из-за большего (чем ожидалось) импульса последействия двигателя первая ступень после разделения догнала вторую и ударила по ней. Удар пришёлся на момент запуска двигателя второй ступени, вследствие чего вторая ступень вышла из строя и не смогла продолжать полёт. Новый двигатель Merlin 1С с регенеративным охлаждением был запущен впервые и время до полного отключения тяги у него оказалось больше, чем у двигателя Merlin 1A. Этот момент было сложно обнаружить при наземных тестах двигателя из-за наличия атмосферного давления. Для успешного продолжения миссии необходимо было начать расстыковку ступеней на несколько секунд позже, что и будет сделано при следующем запуске.

### Четвёртый запуск
Четвертый в целом и первый успешный запуск Falcon 1 состоялся 28 сентября 2008 года в 23:15 UTC. Через 9 минут 31 секунду после старта был выключен двигатель Kestrel и вторая ступень с макетом груза весом 165 кг (получившим название RatSat) была выведена на начальную орбиту c показателями 330 x 650 км. Затем, при достижении апогея орбиты, было успешно продемонстрировано повторное включение двигателя второй ступени. Итоговые показатели орбиты: 621x643 км, наклонение 9,3°.
Была успешно проведена симуляция отсоединения полезной нагрузки, но макет остался состыкован со второй ступенью, с целью не увеличивать количество космического мусора на орбите.
Первая ступень, вероятнее всего, не выжила при возврате в плотные слои атмосферы, к следующему запуску планировалось улучшить её термозащитное покрытие.

### Пятый запуск
14 июля 2009 года в 03:35 UTC двухступенчатая ракета Falcon 1 успешно стартовала в космос с малайзийским спутником RazakSAT на борту. Спутник построен малайзийской компанией Astronautic Technology (M) Sdn Bhd (ATSB). Вес аппарата — 180 кг, а его диаметр и длина составляют 1,2 метра. Параметры орбиты: 667х691 км, наклонение 8,9°.

## Falcon 1e
C 2010 года планировался переход на улучшенную версию ракеты-носителя, Falcon 1e.
Новая версия отличалась увеличенной длиной — 27,4 м и стартовой массой — 46 760 кг, улучшенным двигателем Merlin 1C с тягой 556 кН и удельным импульсом 275 с, улучшенным двигателем Kestrel 2, верхней ступенью из алюминий-литиевого сплава, большим обтекателем из композитных материалов.
Масса выводимого на низкую опорную орбиту груза выросла до 1010 кг. Стоимость запуска составляла 10,9 млн $.
Ракета-носитель не была запущена в связи с переходом компании SpaceX к более тяжёлому носителю Falcon 9.